# Museo de la Revolución Coreana
El Museo de la Revolución Coreana (en hangul, 조선혁명박물관), ubicada en Pionyang, Corea del Norte, fue fundado el 1 de agosto de 1948 y alberga una gran exhibición de artículos relacionados con Kim Il-sung y el movimiento revolucionario coreano. Está situado detrás del Gran monumento de la colina Mansu y adyacente al Salón de Asambleas de Mansudae, sede de la Asamblea Popular Suprema, la legislatura de Corea del Norte.
El Museo de la Revolución de Corea abarca el período comprendido entre 1860 y la actualidad, incluida la resistencia antijaponesa, la Guerra de Corea y el período de construcción socialista. Tiene 90 habitaciones que contienen elementos relacionados con Kim Il-sung y sus asociados, la reunificación coreana, la diáspora coreana y varias batallas históricas. Desde su creación, ha tenido 27 millones de visitantes de Corea del Norte y del extranjero. Con 240.000 metros cuadrados, también es una de las estructuras más grandes del mundo. El museo se sometió a importantes renovaciones que se completaron en 2017.